# Bintan
Đảo Bintan hay Negeri Segantang Lada là một đảo trong quần đảo Riau của Indonesia. Đảo thuộc tỉnh Riau Islands, thủ phủ của tỉnh là Tanjung Pinang, nằm ở phía nam đảo và là cộng đồng dân cư chính của đảo này.
Diện tích đảo Bintan là 2.402,28 kilômét vuông (927,53 dặm vuông Anh) (tính cả diện tích mặt nước thì tổng diện tíhc là 60.057 kilômét vuông (23.188 dặm vuông Anh) bao gồm 96% diện tích mặt nước). Khu vực hành chính của nó nằm trong huyện đảo Bintan, một trong 6 khu vực hành chính của tỉnh Riau Islands. Thành phố Tanjung Pinang là một khu vực tự trị trong đảo Bintan.
Bintan có lịch sử từ đầu thế kỷ 3. Đảo này phát triển thịnh vượng thành một tiền đồn thương mại trên tuyến đường giữa Trung Hoa và Ấn Độ, và trong nhiều thế kỷ đã nằm dưới sự kiểm soát của Trung Hoa, Vương quốc Anh và Hà Lan khi nó được tuyên bố là một phần của Tây Ấn Hà Lan thông qua hiệp ước Anh-Hà Lan 1824. Trong thế kỷ 12, đảo Bintan nằm ở eo biển Malacca được biết đến với tên "đảo hải tặc" do các hải tặc Mã Lai đã từng cướp các tàu chạy qua vùng nước đảo này.
Singapore, thành phố lớn gần nhất, cách đảo 45-50 phút đi catamaran gắn động cơ từ khu nghỉ mát Bintan ở tây bắc đảo. Đảo có các bãi biển với các khách sạn và khu nghỉ dưỡng, trong đó nổi tiếng nhất là Bintan Resorts trên một diện tích  300 hécta (740 mẫu Anh) trong môi trường nhiệt đới. Quần đảo của Riau islands đối diện ngay phía phải của khu nghỉ mát qua biển. Indonesia đang quảng bá Bintan thành điểm đến cho du khách tốt tiếp nhất tiếp theo sau Bali.